# جعفر بن أحمد السراج
أبو محمد جعفر بن أحمد بن الحسين السراج القارئ البغدادي (417هـ أو 419هـ/1026م أو 1028م - 21 صفر 500هـ/21 أكتوبر 1106م) هو كاتب وشاعر من بغداد عاش في القرن الخامس الهجري. وولادته ووفاته على اختيار الزركلي هو (417 - 500 هـ = 1027 - 1106 م).

## سيرته
ولِدَ جعفر بن أحمد بن الحسين في مدينة بغداد، وكانت ولادته في سنة 417هـ أو 419هـ، ولا يُعرَف الكثير عن سيرته، غير أنَّ أعماله تنبئ عن مكانته الأدبيَّة الرفيعة. بدأ السراج دراسة الحديث النبوي وهو في سنٍّ صغيرة، وتتلمذ لدى أبي علي بن شاذان وأبي القاسم بن شاهين وأبي محمد الخلال وأبي الفتح بن شيطا وأبي الحسن التوزي وأبي الحسن القزويني وأبي القاسم التنوخي وأبي نصر السِّجزي وعبد العزيز بن الحسن الضَّرَّاب وأبي القاسم الحِنَّائي. سافر السراج إلى بلدان عديدة، وقضى معظم أسفاره بين الشام ومصر ومكة، واستقرَّ زمناً طويلاً في مدينة صور، ثُمَّ عاد إلى موطنه في بغداد. واشتهر السراج بفضل كتابه «مصارع العشاق»، الذي يجمع فيه القصص والروايات الغزليَّة العاطفيَّة من الأدب العربي في العصر الجاهلي والإسلامي، قسَّمه الكاتب إلى اثنين وعشرين جزءاً أو فصلاً، يبدأ كل فصلٍ بقصيدة غزليَّة من تأليفه، والقصص المُضمَّنة في هذا الكتاب بعضها حقيقي غير أنَّ أكثرها على الأرجح خيالي، وتغلب على القصص العاطفيَّة النزعة العفيفة وفي بعض الأحيان التصوفيَّة، باستثناء أبياتٍ نادرة في الكتاب. ألَّف السراج عدداً من الكتب الأخرى، جميعها في الفقه الإسلامي والأدب. وكان عالماً بالقراءات القرآنيَّة، متبحِّراً في علوم اللغة والنحو. تُوفِّي جعفر بن أحمد السراج في الحادي والعشرين من صفر سنة 500هـ.

## مؤلفاته
تُنسَب إليه المؤلفات التالية:
- «مصارع العشاق» (مطبوع، 1883، القسطنطينية).
- «مناقب السودان» (يُعنوَن كذلك «مناقب الحبش»).
- «حكم الصبيان».
- «أرجوزة في نظائر القرآن» (على عكس العنوان يتضمَّن الكتاب أرجوزتان).
- «نظم التنبيه في الفقه (لأبي إسحاق الشيرازي)».
- «نظم المناسك في الحج».
- «نظم كتاب الخرقي».
- «نظم كتاب المبتدأ (لوهب بن منبه)».

## وصلات خارجية
- كتب من تأليف جعفر بن أحمد السراج، على موقع المكتبة الشاملة.